# 麥道直升機公司
麥道直升機公司（MD Helicopters），前身為麥克唐納道格拉斯直升機系統（McDonnell Douglas Helicopter Systems），是一家美國航空製造商。它生產用於商業和軍事用途的輕型通用直升機。該公司一直是休斯飛機公司（Hughes Aircraft）的子公司，直到1984年麥克唐納·道格拉斯（McDonnell Douglas）收購了該公司並將其更名為麥克唐納道格拉斯直升機系統。後來，在1990年代後期，麥克唐納·道格拉斯與波音合併後，改名為MD Helicopters。